# Snacket
Snacket är ett finlandssvenskt poddradioprogram på Hufvudstadsbladet. Programmet sänds på fredagar, sedan 8 augusti 2025 och är en direkt efterföljare till radioprogrammet Eftersnack. Programmet leds av journalisterna Magnus Londen och Jeanette Björkqvist, och de gästas varje vecka av en sidekick. Podden är en samhällspodd som gör upp med och debatterar nyhetsveckan som gått. Avsnitten sänds på Hufvudstadsbladets kanaler fredagar klockan 15:00 finsk trid.

## Bakgrunden till Snackets tillblivelse
Poddprogrammet Snackets föregångare Eftersnack, som också drevs av duon Londen och Björkqvist tvingades lägga ner i juni 2025 på grund av Yles besparingskrav. Programmet hade då sänts i nästan 20 år av Yle Vega mellan 27 november 2005 och 20 juni 2025 och hann på dessa 20 år komma upp i omkring 800 avsnitt. Magnus Londen har varit med sedan programmets start, medan hans ständige medprogramledare, Jeanette Björkqvist, kom med fyra månader seanre, i mars 2006.
Beskedet om nedläggningen som kom den 23 maj 2025, väckte mycket uppståndelse och debatt på sociala medier och finlandssvenska medier. Protester och namninsamlingar gjordes. Detta övertygade programledarna Magnus Londen och Jeanette Björkqvist om att fortsätta, och den 24 juni kom beskedet att diskussionsprogrammet flyttar till Hufvudstadsbladet. med premiär i augusti 2025.
Det första avsnittet av Snacket sändes således den 8 augusti 2025 hos Hufvudstadsbladet. Devisen är den som tidigare hos Eftersnack "Programmet där man gör upp om veckan som gått". Den första sidekicken i premiäravsnittet var skådespelaren och komikern Christoffer Strandberg. (Han gjorde sin debut i Eftersnack den 18 april 2025, och hann bara vara med en gång innan beskedet om nedläggningen kom.) Snacket är likt Eftersnack, med den skillnaden att den inleds och avslutas med en reklampaus. Programmet har också ett ny signaturmelodi, ett stycke av Viktor Hurmio & Fetknopparnas låt Jumps Jumps.

## Avsnitt och sidekickar
| 2025                  | 2025       | 2025                   |
| Avsnitt               | Datum      | Sidekick               |
| --------------------- | ---------- | ---------------------- |
| Podden med nya Podden | 8 augusti  | Christoffer Strandberg |
| Podden med AI-psykos  | 15 augusti | Christian Wentzel      |
|                       |            |                        |